# Casa Índigo
A Casa Índigo, “Fundação Para A Formação Consciencial E Cultural De Crianças Indigo, Jovens E Educadores”,  foi criada por Tereza Guerra e Alain Aubry e tem sede na freguesia de Paço de Arcos, concelho de Oeiras, Portugal. A instituição diz promover atividades e prestar esclarecimentos a pais, educadores e professores, que partilham da crença de que existem crianças alegadamente dotadas de inteligência e espiritualidade superior, “um novo tipo de evolução humana”, denominadas de Crianças Índigo.
O termo Criança Índigo refere-se a um conceito esotérico, de evidência científica nula, que se enquadra nas áreas da parapsicologia e das pseudociências.
Em 2009 a Fundação Casa Índigo terá conseguido a acreditação de um curso de formação para “educadores e professores do ensino básico e secundário”, que valeria créditos para a progressão nas respetivas carreiras. Esta acreditação terá sido suspensa depois de um pedido de esclarecimentos enviado ao Ministério da Educação por uma deputada da Assembleia da República.
A deputada contestava esta acreditação lembrando de que "o conceito de crianças Índigo é criticado por especialistas em educação e psicologia infantil que identificam este movimento como sendo uma fraude, “uma forma de pressionar os pais de crianças com dificuldades de integração escolar a comprar produtos vendidos por esta organização – sessões de terapia, curso, livros, etc.”
Muitas destas crianças correm o risco de estarem a atrasar diagnósticos adequados que podem realmente ajudá-las, tais como hiperatividade, dislexia e autismo.

## Origens
O termo "Criança Índigo" foi introduzido por Nancy Ann Tappe, uma médium que se dizia ser cinestética e alegava conseguir ver as cores das auras. Nancy Tappe decidiu classificar a personalidade das pessoas partindo do pressuposto de que as auras existem e de que podem ter as diferentes cores que esta afirmava ver.
Para Nancy Tappe as crianças com a aura índigo são aquelas que evidenciam dificuldades na adaptação à organização escolar e pedagógica e por isso também devem ser consideradas como dotadas de inteligência e espiritualidade superior.

## Objetivos
Na escritura da fundação foram definidos como objetivos “o estudo, esclarecimento, desenvolvimento de atividades e formação ‘conscencial’ e cultural de crianças índigo, jovens e educadores, assim como a pesquisa e expansão científica de temas relacionados com a educação do novo tempo, abrangente e evolutivo, apoiada em novas técnicas e tecnologias”.
No seu sítio de Internet, assume-se como um projeto para desenvolver atividades para "crianças com energias índigo, cristal, crianças dotadas, sobredotadas, super psíquicas" e "jovens que se identifiquem com todas estas vibrações do Novo Tempo".

## Atuação
Tereza Guerra, num artigo para o Jornal I, refere que estas crianças não estão doentes, “o objetivo não é ‘curar’ as crianças”, pois, na sua opinião, apenas precisam de ser integradas na sociedade. Contudo, fala de “outro tipo de tratamentos” que a fundação fornece como alternativa à psicologia e à psiquiatria, fazendo referência a sessões terapêuticas esotéricas e a disciplinas na área das pseudociências, enumera: “Temos homeopatas, ioga, Chi Kung, Reiki, seminários de cura galáctica, harmonização de hemisférios...”

## Controvérsia com o Ministério da Educação
A 31 de março de 2009, Ana Drago, deputada na Assembleia da Républica pelo Bloco de Esquerda, contestou a certificação atribuída ao curso “Educação, Inclusão e Crianças Índigo” destinado a “educadores de infância e professores do ensino básico e secundário”, no que considerava ser “o embuste das ‘crianças Indigo’”.
O curso teria o valor de 100 euros, cerca de 270 reais, e contaria para “efeitos de progressão em carreira de educadores de infância e professores do ensino básico e secundário”. Terá sido realizado “ao abrigo de um protocolo com o Centro de Formação Contínua de Cascais”.
Ana Drago destacava o facto de os docentes pagarem 100 euros pela formação com a “Mestre Tereza Guerra” que tinha como base livros como “Crianças Índigo e Cristal” “Poder índigo e Evolução Cristal”, dos quais Tereza Guerra é a autora. Também terá feito uma referência ao livro para crianças, “Spaltron: o Mistério dos Maias”, que tem a pretensão de ser “O Calendário Maia contado para crianças dos 9 aos 99 anos.”
Drago, intensificava a crítica ao dizer que considerava preocupante que “educadores e professores do ensino básico e secundário façam formação numa instituição que advoga uma doutrina esotérica e vende cursos e ações baseados nessa mesma crença”.
Considera que a “doutrina das crianças índigo” é uma “fraude” de “evidência científica nula”, “um embuste para pais que estão desesperados com situações complicadas”:

“A doutrina das crianças índigo foi já criticada por numerosos especialistas em educação e psicologia infantil como uma fraude e uma forma de pressionar os pais de crianças com dificuldades de integração escolar a comprar os produtos vendidos por esta organização -sessões de terapia, cursos, livros, etc.
(…)
Estamos, assim, como muitos têm afirmado perante um embuste a pais que estão desesperados com situações complicadas, práticas de ética duvidosa, além de evidência científica nula. Acresce que a Fundação Casa índigo indica também ter sido registada como IPSS pelo Ministério da Educação em 11 de Outubro de 2008.“— Ana Drago

### Esclarecimento
Na resposta dada pelo Gabinete da Ministra da Educação com a data de 4 de maio de 2009, esclarece-se que o pedido de acreditação foi proposto pelo Centro de Formação Contínua de Professores de Cascais, este é um Centro de Formação de Associação de Escolas (CFAE) acreditado pelo Concelho Científico-Pedagógico da Formação Contínua (CCPFC).
O CCPFC analisou o pedido de acreditação acabando por aceitá-lo depois de constatar que a “formadora era detentora de formação académica adequada”. Clarificou ainda que a acreditação terá sido enquadrada no terço de formação contínua de escolha livre que, segundo o Gabinete da Ministra, teria uma maior amplitude de critérios.
Na conclusão, ficou a indicação que o Conselho Científico-Pedagógico da Formação Contínua (CCPFC) teria deliberado “suspender a acreditação da acção” a fim de “solicitar esclarecimentos, (…) ao Centro de Formação Contínua de Professores de Cascais, sobre todo o processo”.

## Historial
- Em 22 de Junho de 2006, por escritura pública lavrada no Cartório Notarial de Oeiras, foi instituída a fundação denominada de “Casa Índigo — Fundação para a Formação Conscencial e Cultural de Crianças Índigo, Jovens e Educadores”, com sede na Rua do Dr. Coutinho Pais, 21, 1.°C, na freguesia de Paço de Arcos, concelho de Oeiras.[1]
- Em 28 de julho de 2006, publicado no Diário da República nº145/2006.[1]
- Restituído, a 13 de janeiro de 2012, o reconhecimento de personalidade jurídica de Fundação de Solidariedade Social na área da educação, "em estrito cumprimento" de uma sentença judicial.[10]